# The Empress
The Empress er en amerikansk stumfilm fra 1917 af Alice Guy.

## Medvirkende
- Doris Kenyon som Nedra
- Holbrook Blinn som Eric
- William A. Morse som DeBaudry
- Lyn Donelson